# План Шал
План Шал или Шалов план је била француска војна операција током Алжирског рата. Генерал Морис Шал био је творац Плана Шал. Операција је трајала од 6. фебруара 1959. до 6. априла 1961.

## Операција
У оквиру Плана Шал, француска војска је напала борце ФЛН-а. Француска је послала резервне јединице и регрутне јединице да бране места на којима није било потребно да буду мобилне, као што је заштита путева. На тај начин, редовне француске јединице могле су да изводе операције „пронађи и уништи“ у планинама, где су се скривали герилци. Војска је користила хеликоптере за транспорт специјалних мобилних јединица састављених од елитних трупа, као што су Легија странаца, падобранци, маринци, специјалне командос јединице и ваздушно-мобилни регуларни војници. Елитне снаге никада нису бројале више од 20.000 војника.
План Шал је био низ „прочешљавања“ области за које је француска војска знала да у њима има герилаца. Повлачењем регуларних трупа са одбране, Шал је разбио велике формације на мале јединице, од којих су многе имале и француске и алжирске војнике. Групе војника могле су се кретати брзо, приморавајући герилце да се боре у неприступачном терену.
„Високо софистицирани оперативни и тактички сценарио био је готово исти. Користећи углавном извиђање из ваздуха и без упозорења, елитне јединице и ваздухопловство кретали су се огромном брзином на непријатељску територију. Удар би обично почео у зору. Прво би циљно подручје било бомбардовано до уништења и засипано касетним бомбама из ловаца и бомбардера. У року од неколико минута, падобранци би слетели у само срце територије побуњеника уз блиску ваздушну подршку наоружаних хеликоптера. Елитне снаге би одмах ступиле у борбу са побуњеницима, док би ловци, бомбардери и наоружани хеликоптери патролирали борбеним простором и митраљирали или бомбардовали сваког побуњеника који напусти област. Додатне трупе би биле довезене хеликоптерима да затворе непосредни обруч око побуњеника. Већи контингент регуларних трупа и „Commandos de chasse“ (ловачке јединице) био би довожен на више тачака око борбеног простора како би поставили заседу и прогањали преживеле. Ваздухопловство би се повлачило када би подручје ставиле под контролу елитне снаге и када би регуларни контингент стигао на положаје. Командно место (заједничка команда операције) увек су заједно водили команданти ваздухопловства и копнене војске. Операција би била окончана у сумрак, а елитне трупе повучене, остављајући локалне (секторске) регуларне трупе да доврше посао и очисте подручје. То је било разорно за ФЛН, и у погледу људских губитака и у моралном смислу.“

## Последице
План Шал је представљао јасну војну победу за Француску. ФЛН је имао само око 5.000 војника, јер је велики број побегао из Алжира у суседне земље као што су Мароко и Тунис, где се налазило руководство ФЛН-а. Борци који нису напустили Алжир били су приморани да се скривају, јер је француско војно присуство било надмоћно.
План Шал је помогао Француској да војно добије Алжирски рат и довео је до тога да Шарл де Гол 29. јуна 1961. објави уживо на телевизији да су борбе у Алжиру практично завршене. Војни део сукоба у Алжиру је готово био окончан, али се политички део сукоба наставио.